# Lago Kempt
El lago Kempt es un cuerpo de agua ubicado en el territorio no organizado de Lac-Matawin, Quebec en el MRC Matawinie, en la región administrativa de Lanaudière, en Quebec, en Canadá. Este embalse se encuentra en el recorrido del río Manouane (La Tuque) en el norte de la Reserva de Vida Silvestre Rouge-Matawin. Las aguas del lago Kempt desagüan al lago Manouane. 

## Geografía
El lago Kempt está situado al sureste del lago Manouane, sus bordes son deformados con numerosas penínsulas y bahías. Incluye decenas de islas, las más importantes son las islas "Aux érables", la isla Cédres y la isla Arikici. Acceso al lago se obtiene por la Pourvoirie du Lac Kempt en el extremo sur del lago al que se llega por un camino de tierra.

### Dique de la Bahía Gavin
El embalse de Kemp está contenido por el dique Bay Gavin, ubicado en el territorio no incorporado de la Bahía de Obaoca. La presa fue construida originalmente en 1908 y es propiedad de Hydro-Québec. La presa tiene una altura de 4 m y una capacidad de retención de 40,7 millones de m³. La longitud de la presa es de 73 m. El tipo de presa es de tierra sobre cimentación de labrada. La superficie del embalse es de 12.000 ha. La utilidad de esta presa es para fines hidroeléctricos. 

### Presa Manouane-A
En 1941 se construyó una segunda presa de gran capacidad en el lago Kempt, denominada Manouane-A, para el fin de proveer hidroelectricidad. La presa tiene una altura de 7,3 metros (24,0 pies) y una longitud de 113,6 metros (372,7 pies). La altura del embalse es de 4,8 m. con una capacidad de embalse de 407 millones de m³. La superficie del embalse es de 12.000 ha. La zona de captación es 1.507 km².  La presa es continua con Manouane-B y C, Las tres presas corren hacia el norte, la Mamouane-B se ubica al norte del lago Manouane y la Manouane-C en el extremo norte del lago Chateauvert.

### Estrecho entre lagos
Se ha dejado un estrecho de 6.1 kilómetro de largo separando los lagos Manouane y Kempt. La distancia por carretera es de 173 km del centro de la ciudad de Saint-Michel-des-Saints y del lago Kempt. La carretera bordea el lago Kempt por el este.

## Toponimia
Es posible que el nombre "Kemp" esté vinculado a William Arthur Kemp, natural de Saint-Georges-de-Clarenceville, propietario de una empresa forestal en Quebec en los años 1880. Su hermano, Albert Edward Kemp (1858-1929), fue un importante político y empresario canadiense. El topónimo “Lago Kempt” fue registrado el 5 de diciembre de 1968 en el banco de topónimos de la Commission de toponymie du Québec.

## Atractivos
El lago Kempt es parte de un circuito de lagos Morialice, ubicado cerca del pueblo Atikamekw de Manawan. El circuito se ubica en un entorno salvaje y con poca población. La topografía de la zona es relativamente plana, lo que permite navegar largas distancias de un cuerpo de agua a otro, con poca diferencia de altitud. Este circuito de lagos incluye cuatro sectores que suman aproximadamente 1.000 m pasando por el lago Kempt, el lago Morialice y el río Morialice. El nivel del agua del lago Kempt es controlado por Hydro-Québec, que explota la presa.